# Xian de Jingchuan
Le xian de Jingchuan (泾川县 ; pinyin : Jīngchuān Xiàn) est un district administratif de la province du Gansu en Chine. Il est placé sous la juridiction de la ville-préfecture de Pingliang.

## Démographie
La population du district était de 328 985 habitants en 1999.